# Francisco González de Bassecourt

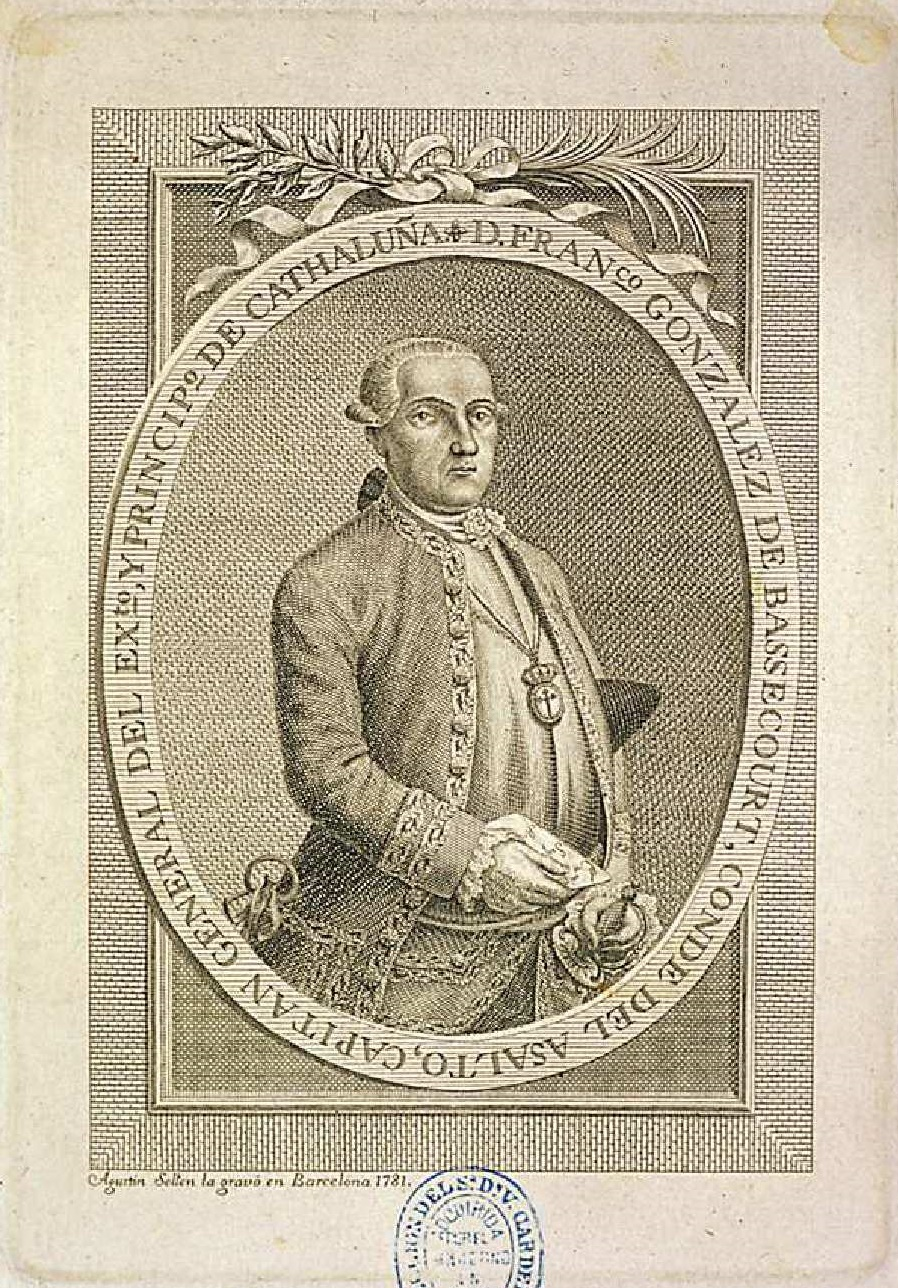
Retrato de Francisco González de Bassecourt por Agustín Sellent. Ilustración de Jus civile de Antonio Juglá y Font, 1780; prueba suelta, Madrid, Biblioteca Nacional de España. Inscripción: «D. Franco. González de Bassecourt, Conde del Asalto, Capitán General del Exto. y Princip.ø de Cathaluña».

Francisco Fermín González de Bassecourt, I conde del Asalto, II marqués de Grigny, de González y de Borghetto (Pamplona, 1726 - Carabanchel, Madrid, 19 de agosto de 1793) fue un militar español de origen flamenco.
Siendo capitán de guardias de Infantería, luchó contra el ejército inglés en La Habana. A causa de la muerte heroica de su hermano Vicente en la defensa de dicha ciudad contra el asalto inglés de 1762, Carlos III le concedió el título de I conde del Asalto al año siguiente. Tomó parte en las campañas de Italia, Portugal y Argel, y fue ascendido a teniente general por los méritos contraídos en ellas. Posteriormente fue destinado a Cataluña como capitán general entre 1778 y 1789, donde desarrolló una gestión plenamente ilustrada. Fue presidente y protector de la Real Academia de las Buenas Letras. Promovió numerosas obras públicas, como la urbanización de El Raval, donde abrió la calle Nueva de la Rambla —llamada durante un tiempo calle del Conde del Asalto en su honor—. También ayudó a reconstruir el Teatro de la Santa Cruz después del incendio de 1787. Fue destituido en 1789 por vacilar en reprimir la revuelta de los Rebomboris del pa, y trasladado a Madrid.
Fue caballero de la Orden de Santiago y caballero gran cruz de la Orden de Carlos III. Casó con María Vicenta Valcárcel y Daoiz, y en segundas nupcias con María Josefa Daoiz y Guendica; no tuvo descendencia.